# Comstock-Gesetze

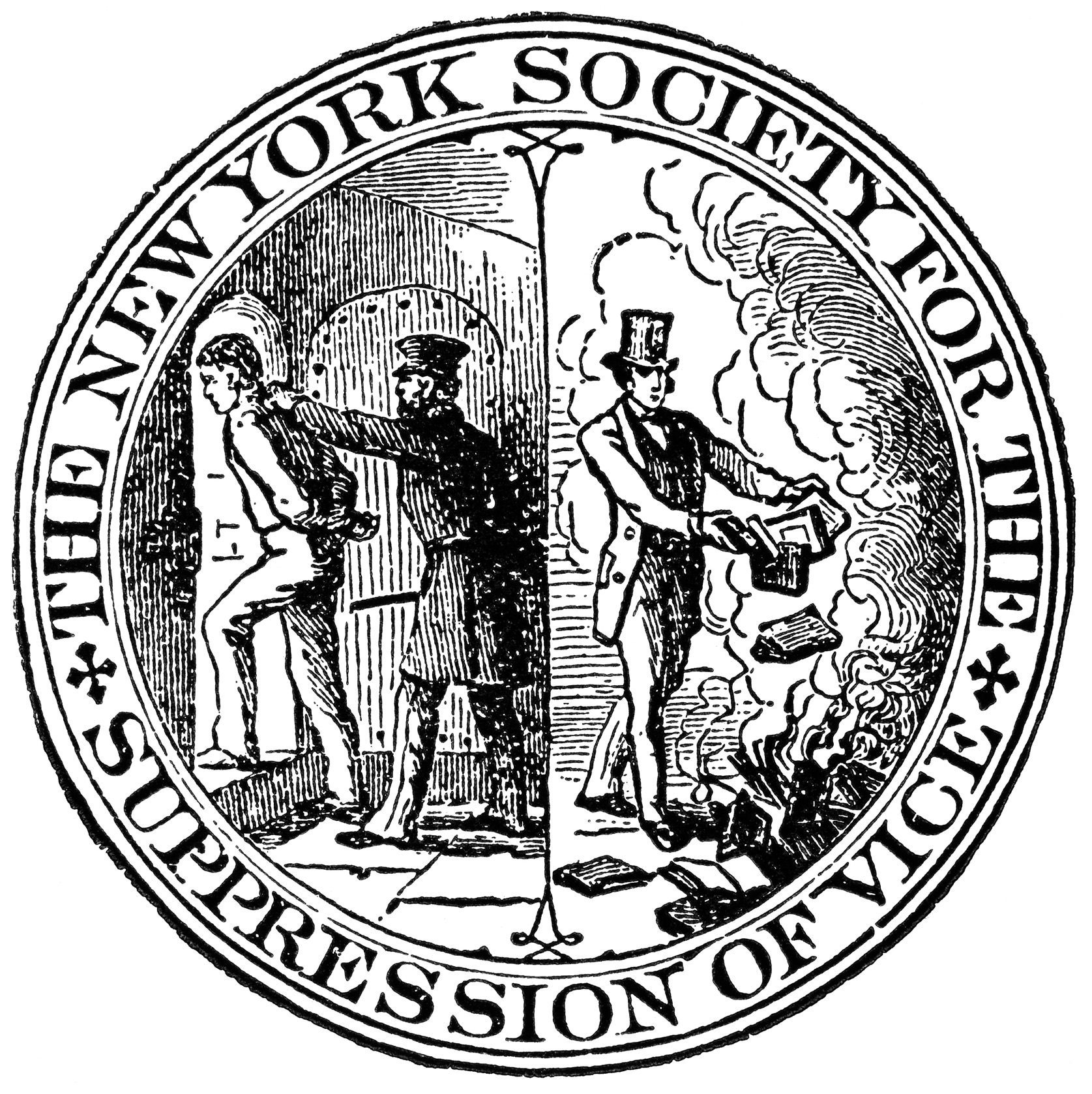
Wappen der von Comstock angeführten Gesellschaft zur Unterdrückung des Lasters

Comstock-Gesetze (engl. Comstock laws) werden die nach Anthony Comstock benannten Beschränkungen des Versands von Schriften und Gegenständen über die Post in den USA bezeichnet. Sie hatten weitgehende Auswirkungen unter anderem auf die Pressefreiheit und sind in mancher Hinsicht noch bis zur Gegenwart im Einsatz.
Der Comstock Act vom 3. März 1873 war ein US-Bundesgesetz mit weitgehenden Folgen für den Versand von erotischen Schriften und Verhütungsmitteln. Nach dem Gesetz war es illegal, obszöne Materialien, einschließlich Verhütungsmitteln, über den Postweg auf Bundesebene zu versenden. 24 US-Bundesstaaten verabschiedeten eine ähnliche Gesetzgebung für die innerstaatliche Post.